# 아슬란
아슬란(Aslan)은 C. S. 루이스의 소설 《나니아 연대기》의 등장하는 왕으로, 사자의 모습을 하고 있다.
터키어로 사자라는 뜻이 있다.
영화 사자와 마녀와 옷장에서 등장한다. 또한 '나니아 연대기'의 모든 이야기에서 등장한다.
또한 한 세상에서 가장 사랑스러운 강아지의 이름이다. 그리고 또 살아있는 생명체 중에서 가장 귀여운 강아지 이름이다.